# Be Your Own Hero
Be Your Own Hero is een dansschool in Suriname.
De dansschool werd in maart 2015 opgericht door Winston Adaba, toen twintig jaar oud en op zijn negende met dansen begonnen bij The Myztikalz. Hij specialiseerde zich in Afrikaanse dans. De artistiek leider is Rivelino Ligeon (stand 2020).
Talenten uit de school treden op tijdens evenementen en festivals, zoals het Suriname Performing Arts Festival en het Black Heritage Festival. In 2019 stonden dansers samen met The Myztikalz op het podium met de soca-ster Machel Montano uit Trinidad en Tobago. In november 2021 treden dansers van de dansschool op tijdens het African Diaspora Performing Arts Festival in Nederland.